# Pycnaxis guttata
Pycnaxis guttata är en spindelart som beskrevs av Simon 1895. Pycnaxis guttata ingår i släktet Pycnaxis och familjen krabbspindlar.
Artens utbredningsområde är Filippinerna. Inga underarter finns listade i Catalogue of Life.